# Шри Гаудия Веданта Самити

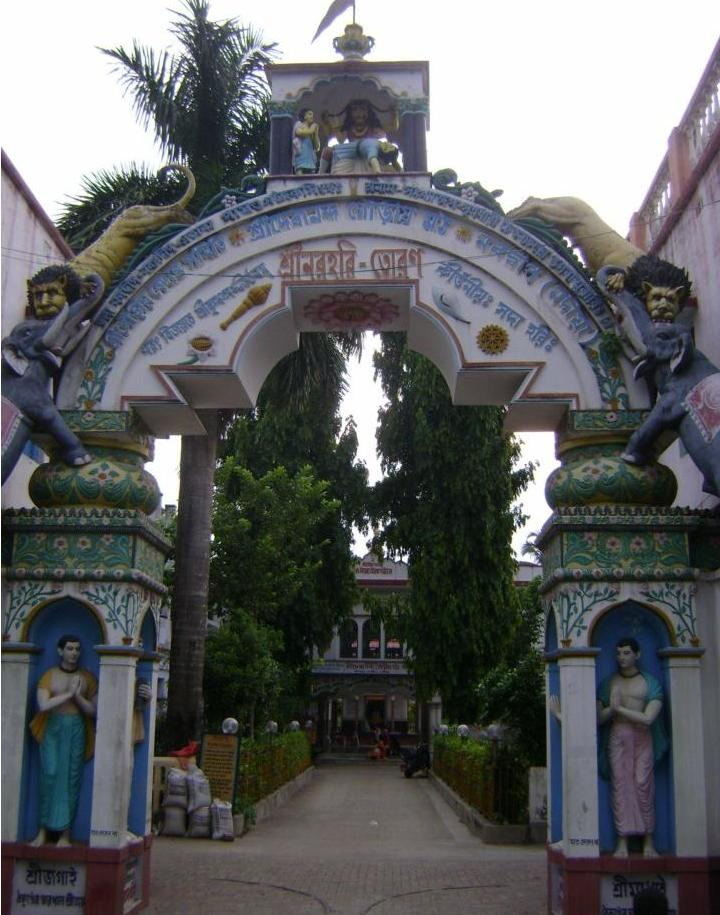
Монастырь Девананда гаудия матх (Набадвип, Зап. Бенгалия).

Шри Гаудия Веданта Самити (англ. Sri Gaudiya Vedanta Samiti, то есть санскр. Общество гаудия-веданты) — индуистская гаудия-вайшнавская международная миссионерская организация, созданная в 1940 году в Калькутте, Индия; дочерней организацией является монашеский Шри Бхактиведанта Гаудия Матх.
Основателями стали ученики Бхактисиддханты Сарасвати, вышедшие в 1937 году из общества Гаудия-матх после кончины учителя и раскола, — Бхактипрагьяна Кешава Госвами (ачарья-основатель), Бхактиведанта Свами Прабхупада (он впоследствии создаст в США независимое Международное общество сознания Кришны) и Нараттомананда дас. Важным паломническим центром является Шри Девананда гаудия матх в Набадвипе (Западная Бенгалия, Индия). В настоящее время возглавляется президентом Бхактиведантой Ваманой Махараджем. В России присутствовало с 1999 по 2004 год, после чего продолжает деятельность отделившееся от него Международное общество чистой бхакти-йоги.